# Ройтер, Исаак Менашевич
Исаак Менашевич Ройтер (2 октября 1909, Ярмолинцы, Подольская губерния, ныне Хмельницкая область Украины — 25 марта 1998) — украинский советский инженер-технолог, специалист в области пищевых производств. Доктор технических наук.
Окончил Киевский технологический институт пищевой промышленности (1935), до 1941 г. работал там же. В 1941—1945 гг. участник Великой Отечественной войны, был одним из руководителей полевых хлебозаводов сперва при Отдельной Приморской армии, затем при Третьем Белорусском фронте. Кавалер медалей «За боевые заслуги», «За оборону Кавказа», «За победу над Германией».
В 1946—1989 гг. преподавал в Киевском технологическом институте пищевой промышленности, с 1966 г. профессор. В 1963 г. защитил докторскую диссертацию «Исследование технологических процессов в хлебопечении, основанных на брожении». За время преподавательской работы подготовил 32 кандидатов технических наук.
Наиболее известен как автор «Справочника по хлебопекарному производству»: первые два издания (1958, 1959) вышли в соавторстве с К. А. Кировой и А. А. Михелевым, два последующие (1963, 1966) под именем одного Ройтера, ещё два (1972, 1977) напечатаны в двух томах. Ройтер опубликовал также несколько монографий, посвящённых новейшим технологическим достижениям в области хлебопекарного дела. Кроме того, Ройтеру принадлежит ряд работ по технологии ликёро-водочного производства, включая учебное пособие (1953, в соавторстве с И. Г. Грицюком). В общей сложности список публикаций Ройтера включает более 120 названий.
Внук — писатель Валерий Шубинский.